# Julius Bissier
 (avril 2024).
Si vous disposez d'ouvrages ou d'articles de référence ou si vous connaissez des sites web de qualité traitant du thème abordé ici, merci de compléter l'article en donnant les références utiles à sa vérifiabilité et en les liant à la section « Notes et références ».
Julius Bissier est un peintre allemand né en 1893 à Fribourg-en-Brisgau (Allemagne) et mort en 1965 à Ascona dans le Tessin (Suisse).

## Biographie
Il suit les cours de l'École des Beaux-Arts de Karlsruhe. En 1927, la rencontre avec le sinologue Ernst Grosse s'avère déterminante pour son œuvre. Il développe un style calligraphique abstrait. Il enseigne à Fribourg de 1930 à 1933. Il découvre Constantin Brâncuşi lors d'un voyage à Paris. Il fonde en 1949 le groupe Zen. Son œuvre, exemplaire de l'abstraction des années 1950-1960, période où triomphe la peinture abstraite, peut être rattachée au courant de la peinture gestuelle de caractère contemplatif, illustrée notamment par Mark Rothko et Mark Tobey dont Bissier fut l'ami à la fin de sa vie. Il commence en 1956 à peindre à la détrempe des « miniatures » aux couleurs délicates : signes abstraits sur de petits morceaux de toile. Il expose dans les grands musées d'Europe et d'Amérique, aux Biennales de Venise (1958-1960), à la Documenta de Cassel (1959 et 1964). En 1961, il s'installe définitivement à Ascona.

## Style
Peintre abstrait jusque-là en phase avec son temps, il opère une rupture en 1930 et se met à faire des lavis à l'encre de chine jusqu'en 1947. Il met alors au point une technique personnelle - tempera à l'œuf et à l'huile - qui confère à la couleur une fonction concrète et abstraite dans un tableau appelé miniature.

## Œuvres
- 11 janvier 1961, 1961, tempera sur toile, signée, datée en bas à gauche : « Julius BISSIER, 11 janvier 61 », 22,9 x 27 cm. Musée d'Évreux.